# Spermophilus xanthoprymnus
Spermophilus xanthoprymnus е вид бозайник от семейство Катерицови (Sciuridae). Видът е почти застрашен от изчезване.

## Разпространение
Разпространен е в Армения, Иран и Турция.